# Ștenea, Sibiu
Ștenea (în dialectul săsesc Blesch-Stenen, în germană Wallachisch-Stein, Stein, Stehne, în maghiară Isztina, Esztina) este un sat în comuna Șeica Mare din județul Sibiu, Transilvania, România.

## Monumente
- Biserica greco-catolică din anul 1889, cu hramul Sfinții Arhangheli, construită în timpul păstoririi preotului Marian Păculea (decedat în anul 1914 ca paroh în Bucerdea Grânoasă)[1]